# Кукули
Кукули́ — село в Україні, у Студенянській сільській громаді Тульчинського району Вінницької області. Населення становить 895 осіб.

## Історія
7 (20) листопада 1917 року, відповідно до Третього Універсалу Української Центральної Ради, увійшло до складу Української Народної Республіки.
12 червня 2020 року, відповідно до Розпорядження Кабінету Міністрів України  № 707-р «Про визначення адміністративних центрів та затвердження територій територіальних громад Вінницької області», увійшло до складу Студенянської сільської громади.
19 липня 2020 року, в результаті адміністративно-територіальної реформи та ліквідації Піщанського району, село увійшло до складу Тульчинського району.

## Населення

### Мова
Розподіл населення за рідною мовою за даними перепису 2001 року:
| Мова       | Відсоток |
| ---------- | -------- |
| українська | 98,85%   |
| російська  | 0,11%    |
| румунська  | 1,34%    |

## Галерея

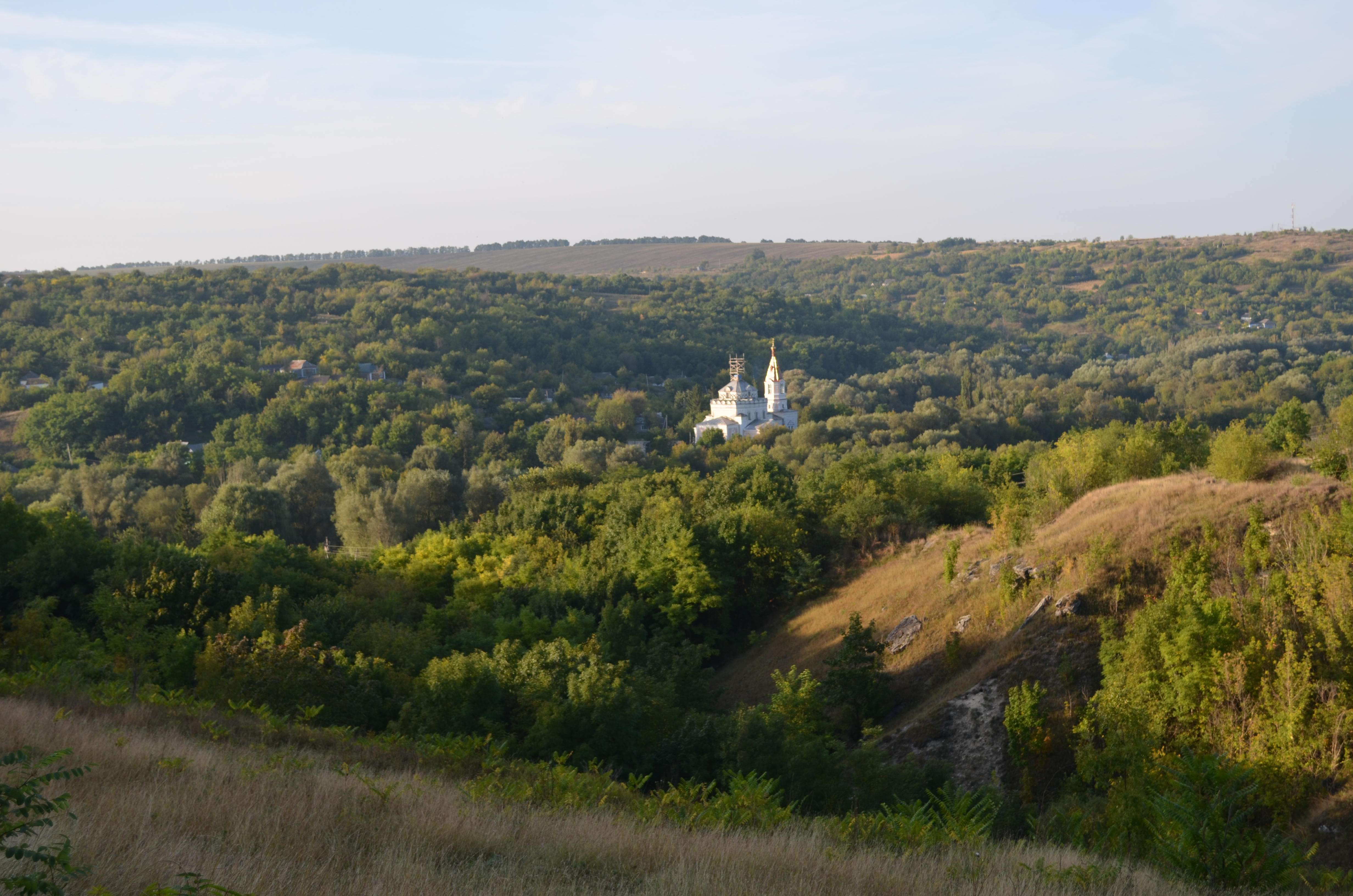
Вид на церкву в Кукулах з пагорбів зі сторони Дмитрашківки
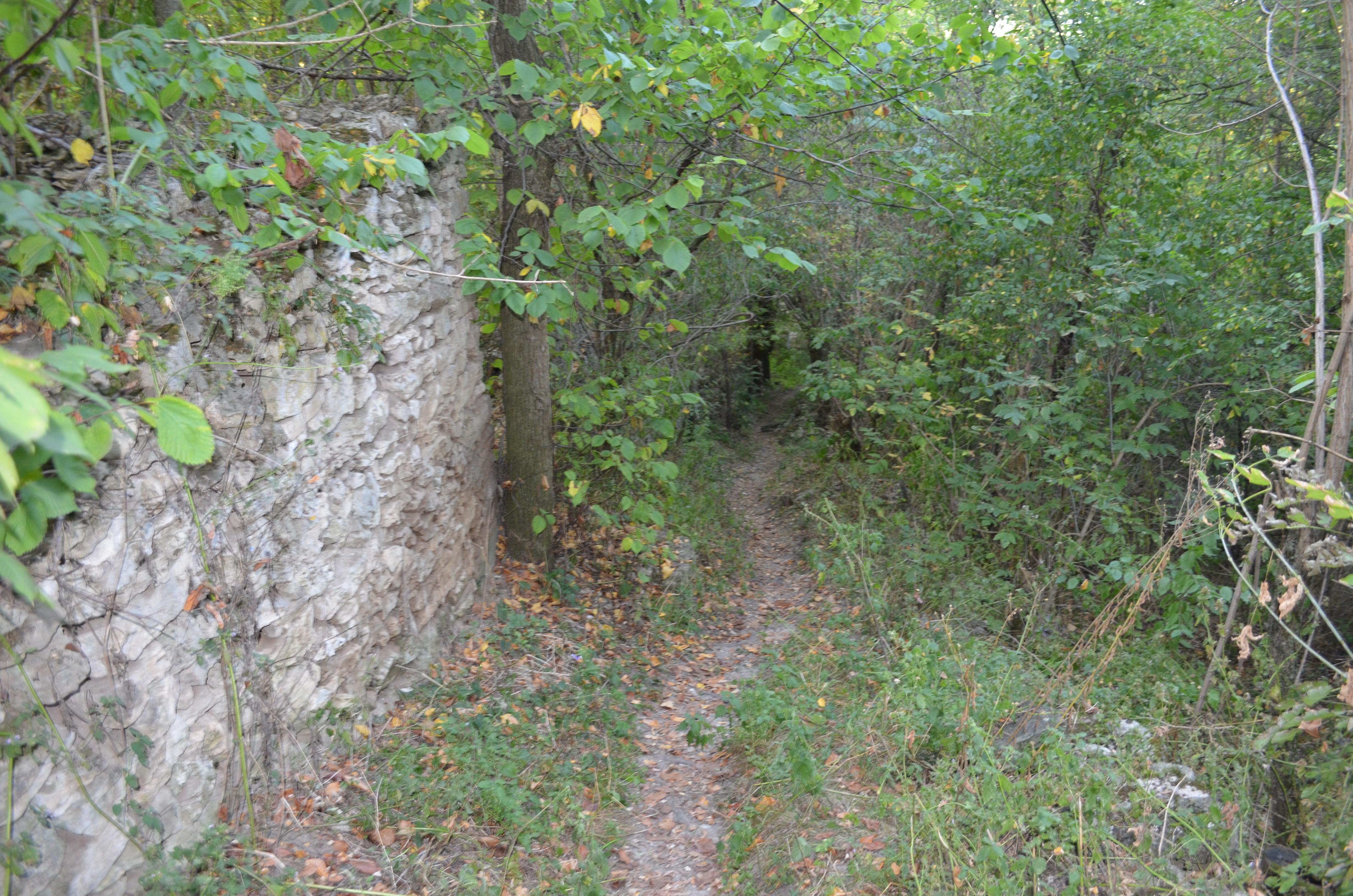
Стежка з Дмитрашківки
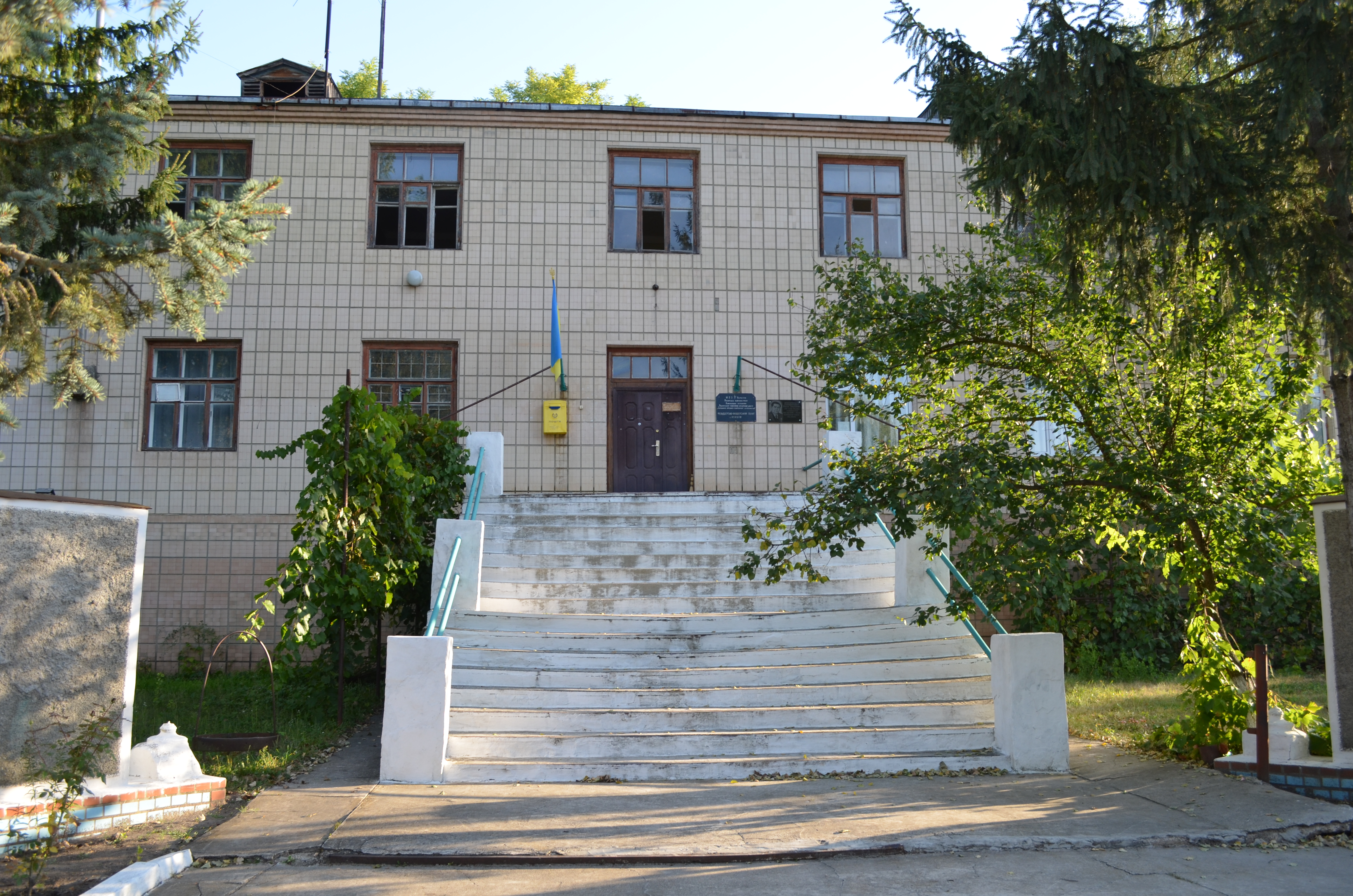
Сільська рада
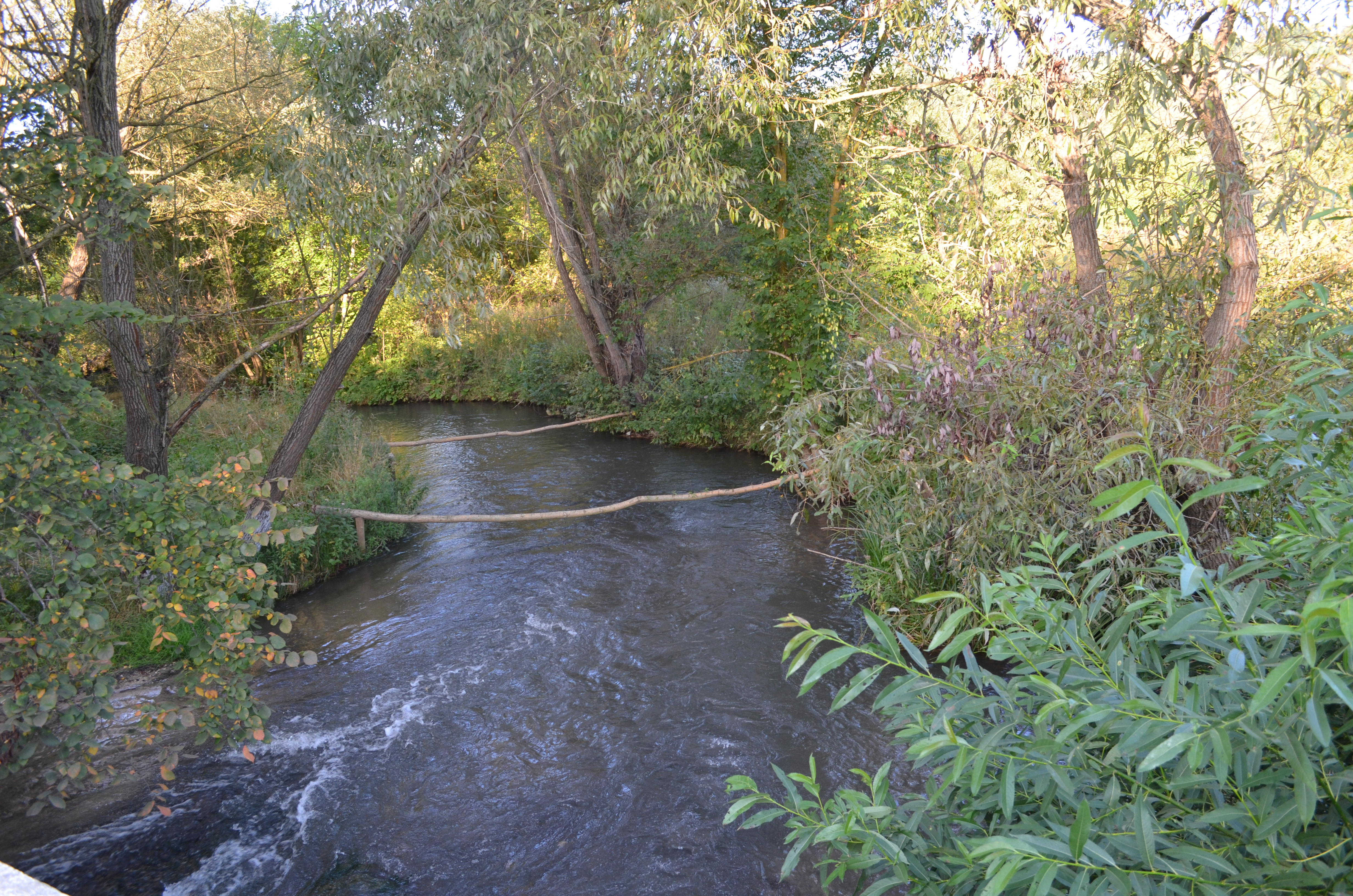
Річка Кам'янка
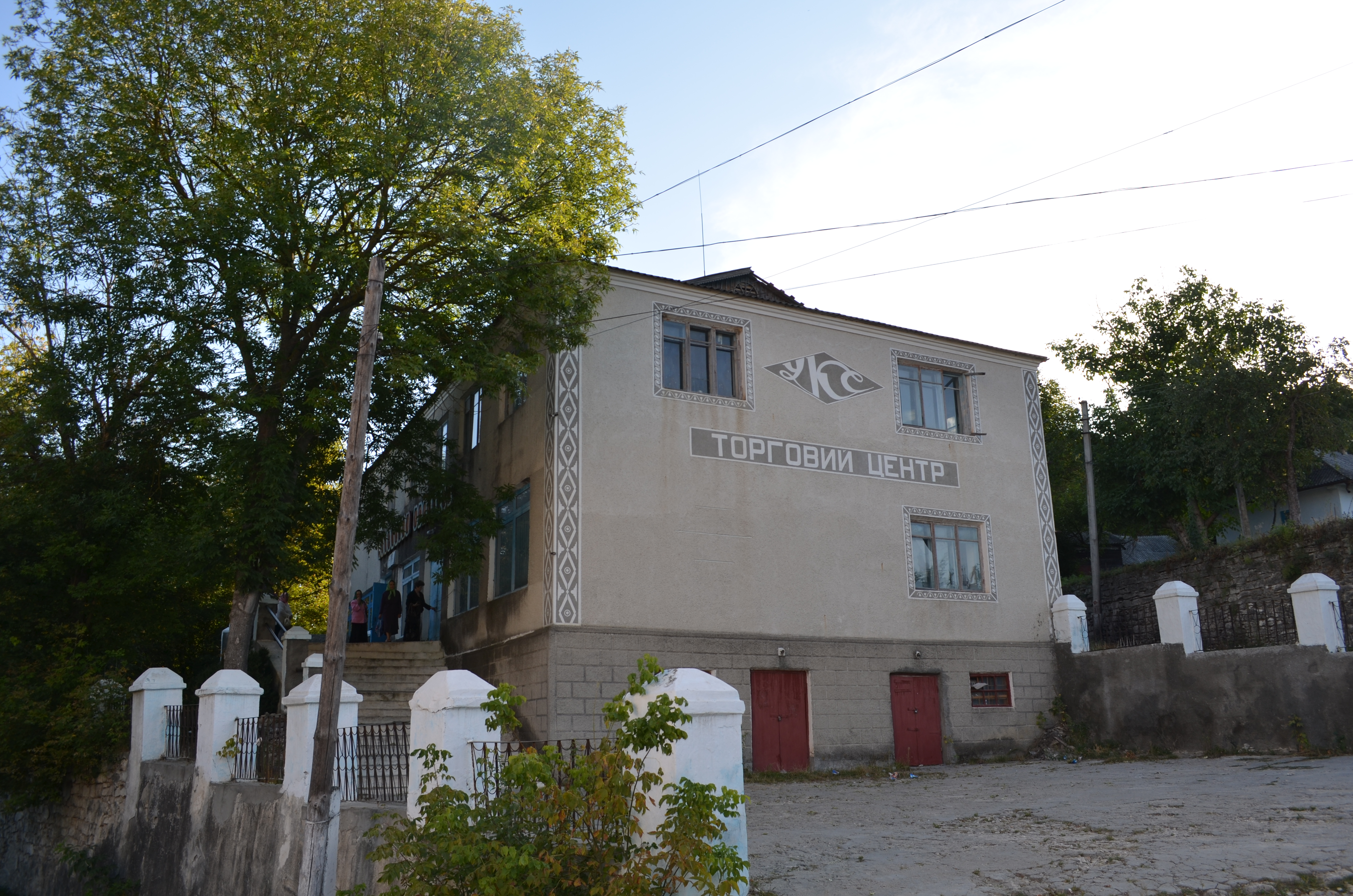
Торговий центр
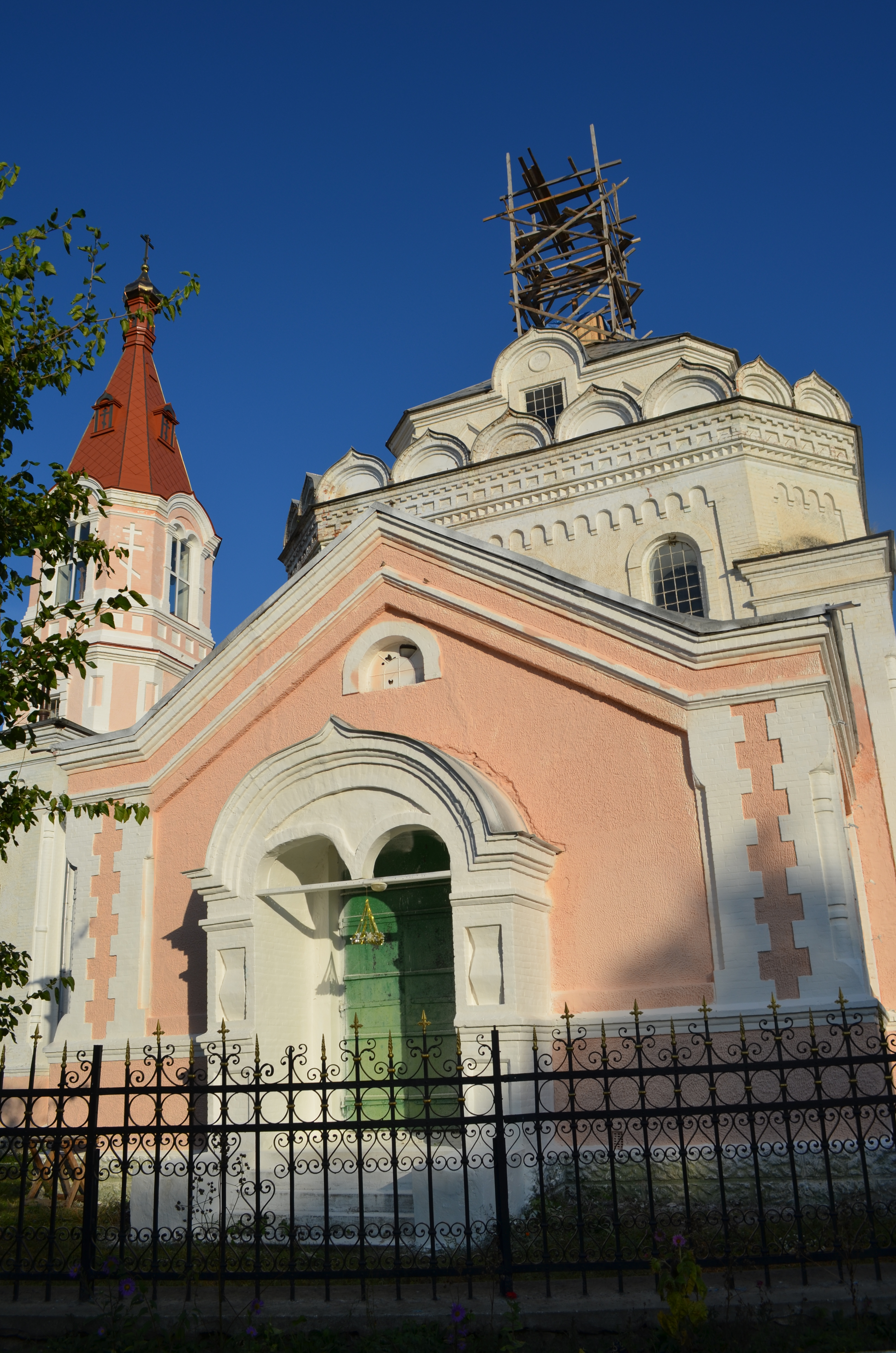
Церква
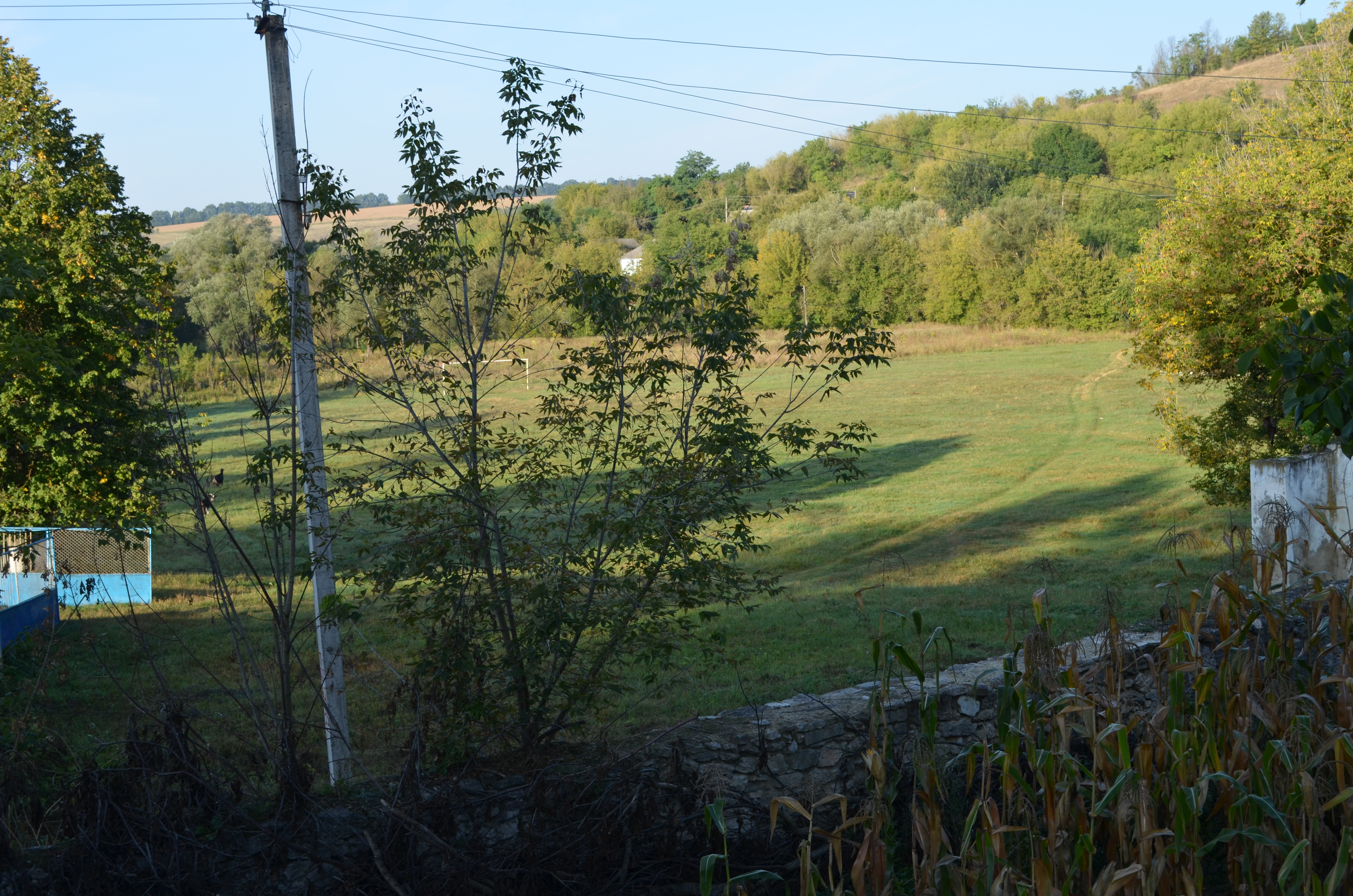
Стадіон
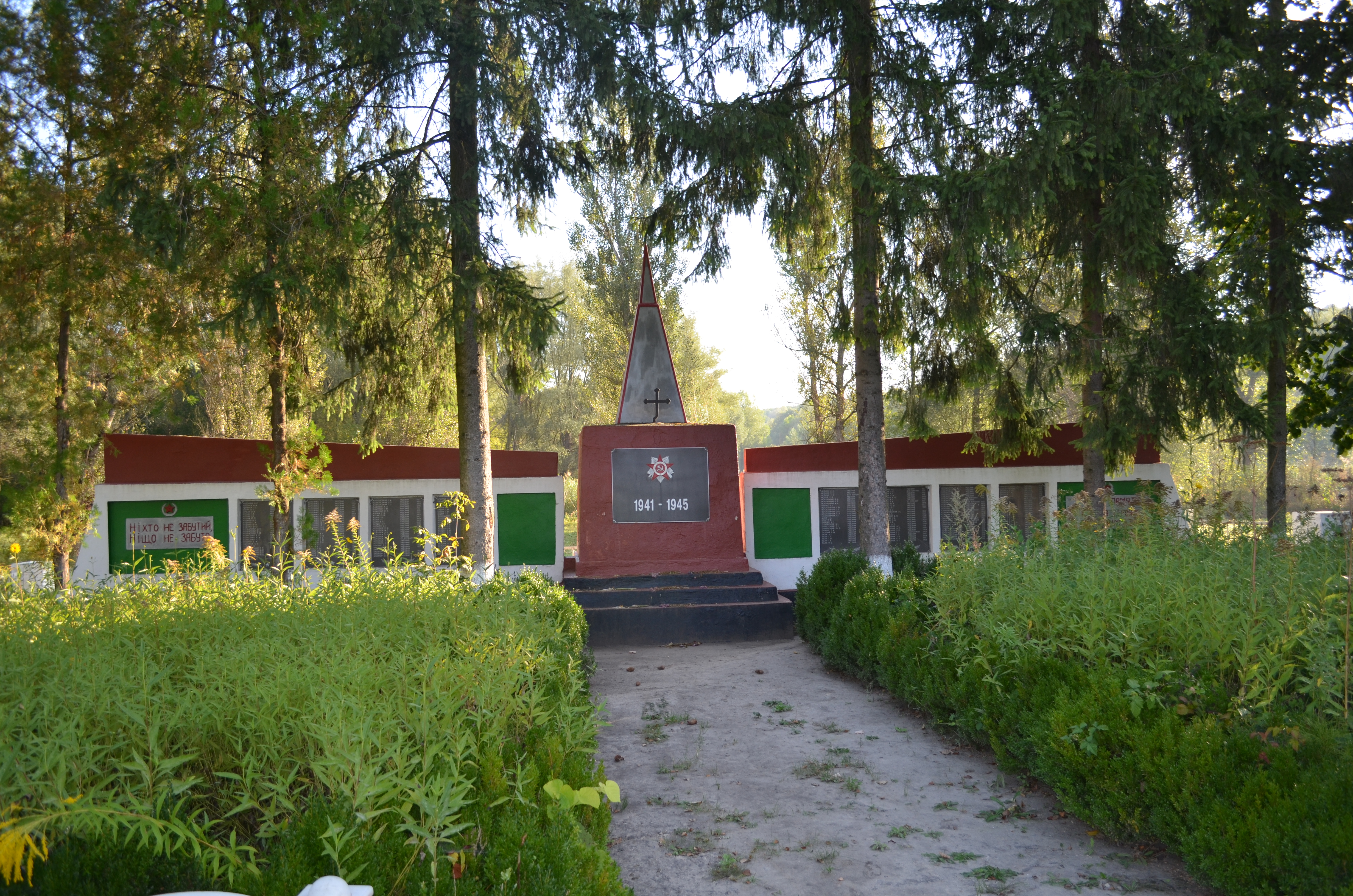
Пам'ятник воїнам-односельчанам
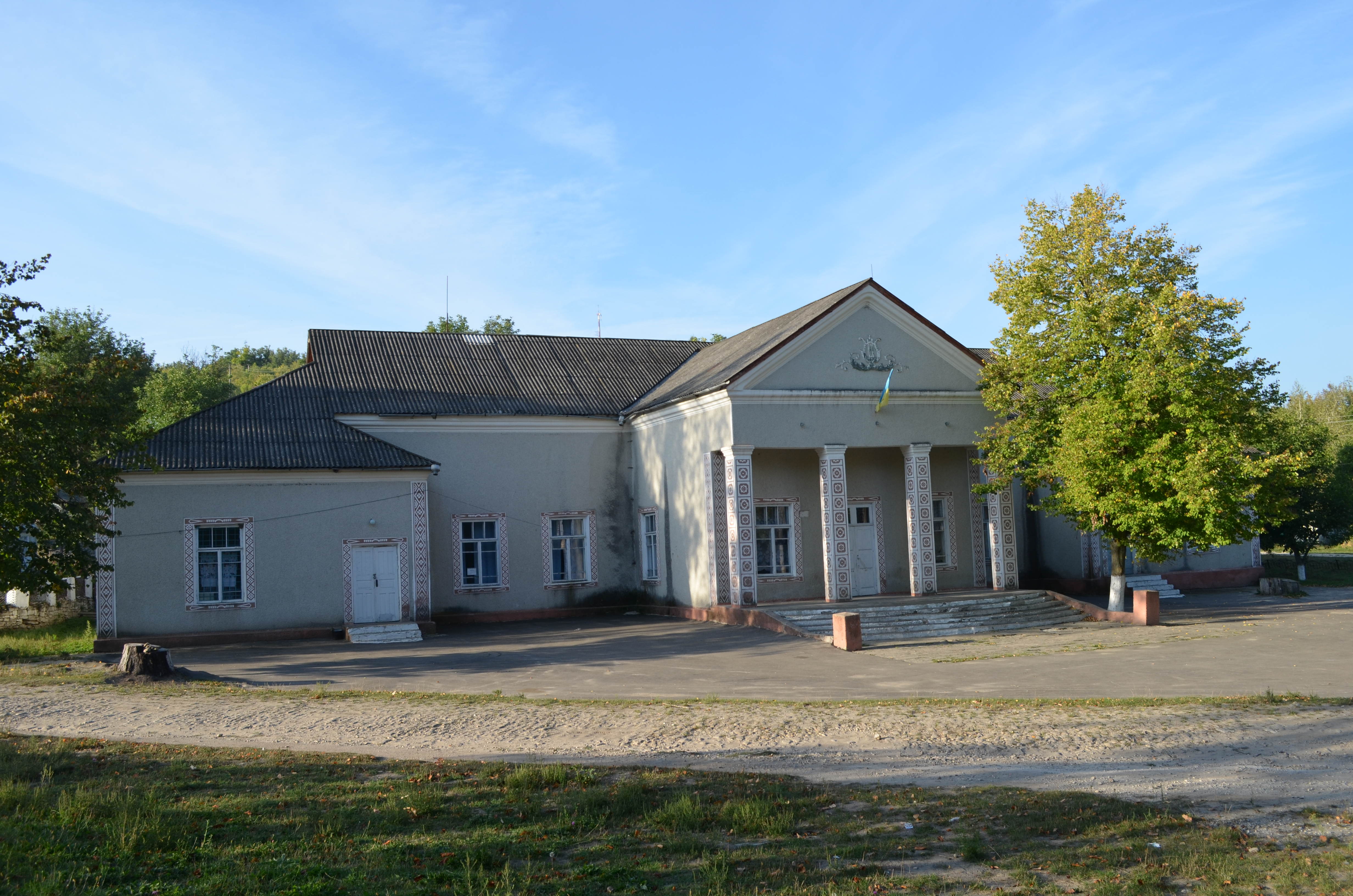
Будинок культури
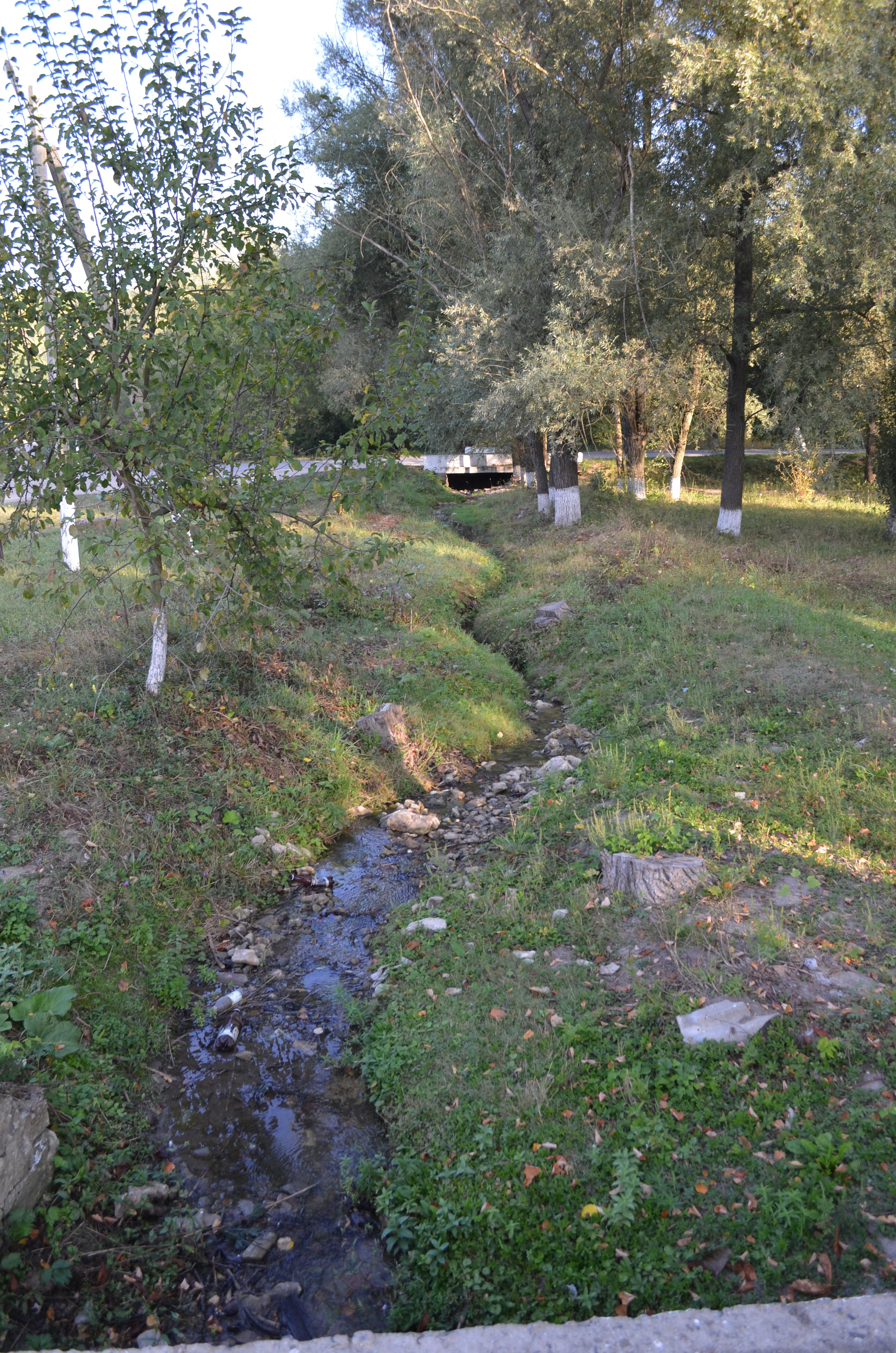
Мала притока Кам'янки
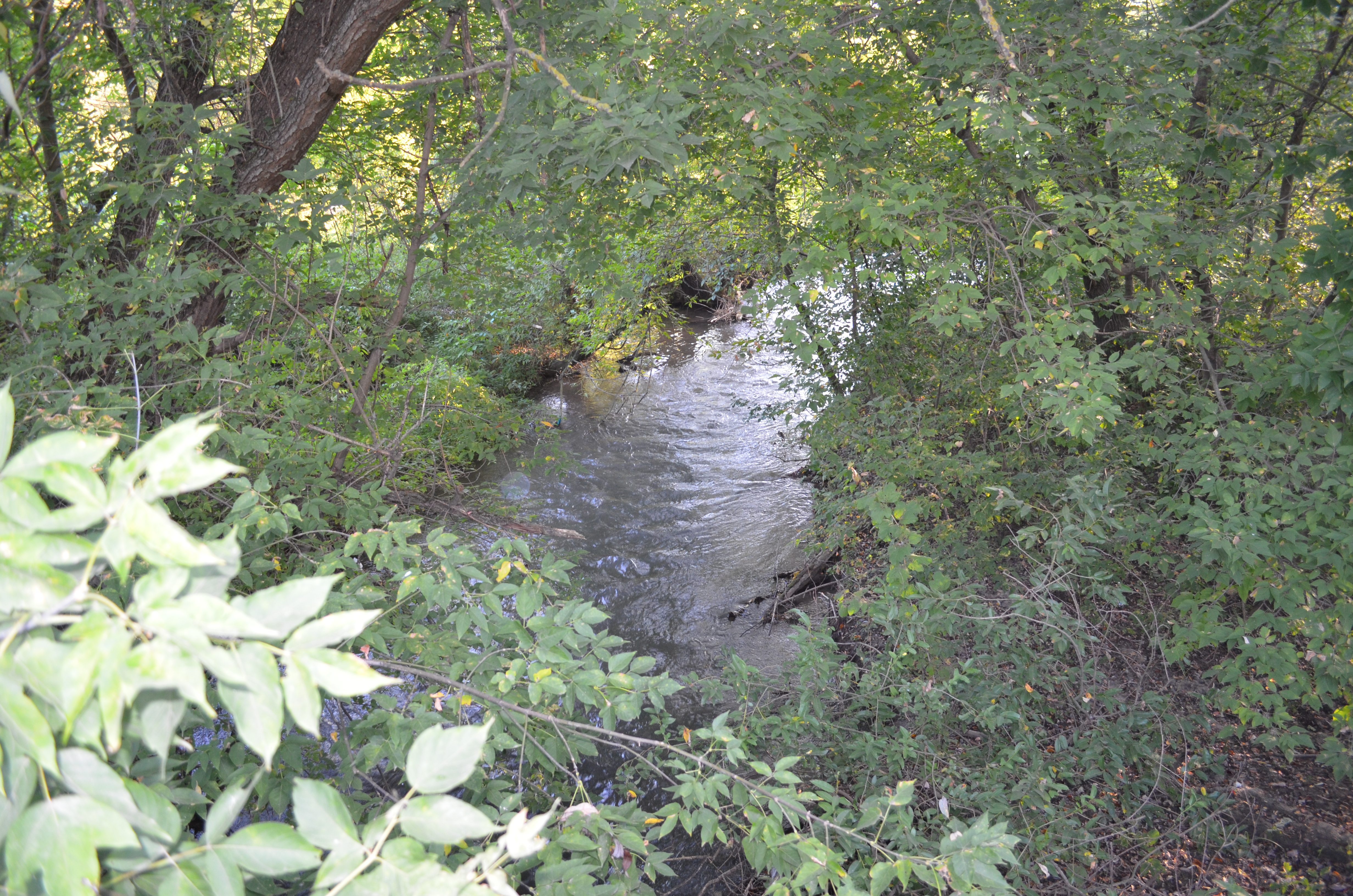
Річка Кам'янка
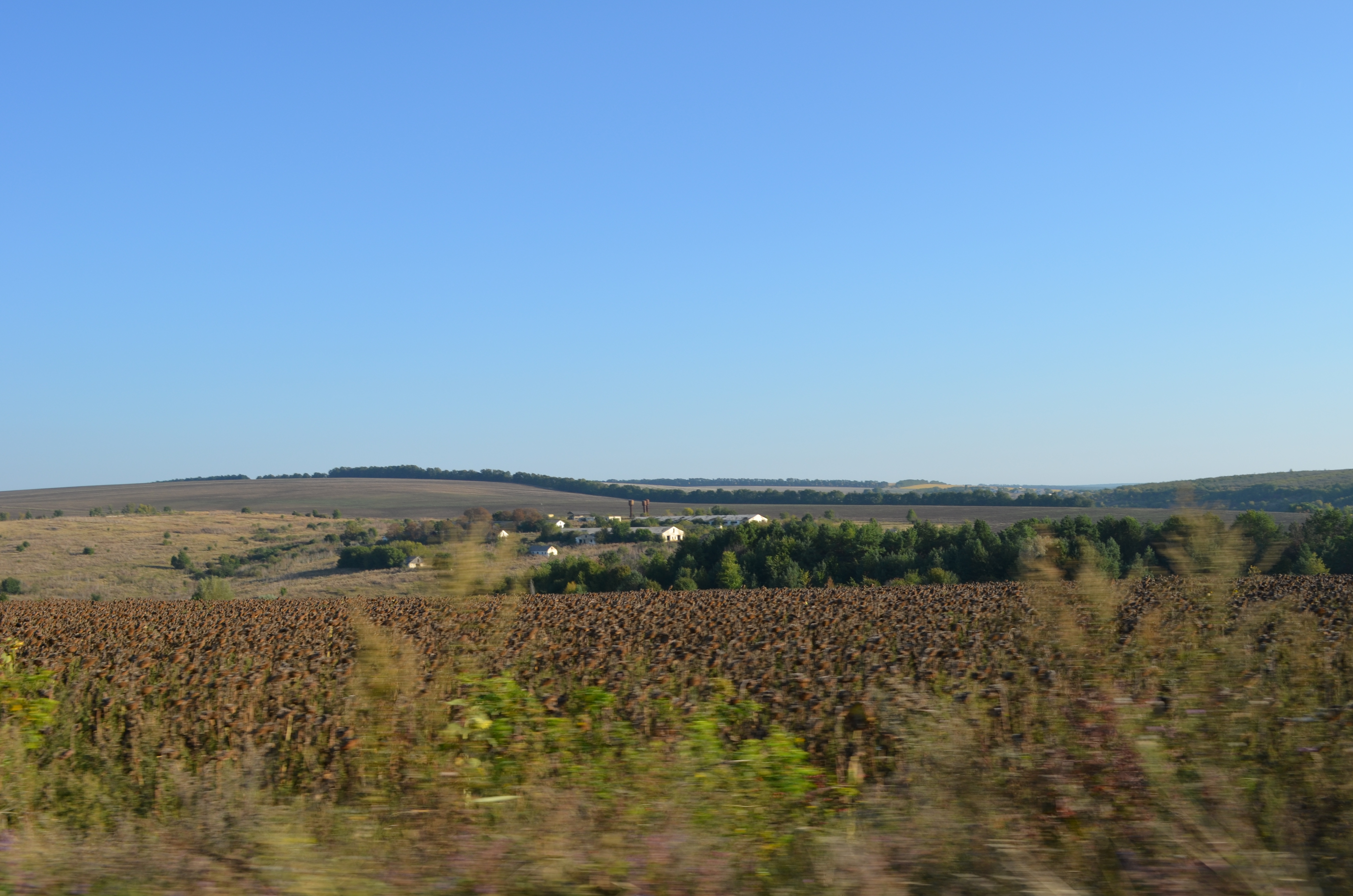
На околиці села